# Geodena confluens
Geodena confluens är en fjärilsart som beskrevs av W. Warren 1909. Geodena confluens ingår i släktet Geodena och familjen mätare. Inga underarter finns listade i Catalogue of Life.